# Jacques Guigou
Pour les articles homonymes, voir Guigou.
Jacques Guigou (né le 12 février 1941 à Guéret) est un écrivain, essayiste, universitaire, sociologue et poète français.

## Biographie
Fils d'Émile Guigou, issu d'une vieille famille de Vauvert, Jacques Guigou naît le 12 février 1941 à Guéret, dans la Creuse, où son père exerce comme médecin-directeur départemental de la Santé publique. Sa mère, Jeanne Fauché, nièce du sénateur du Gard Gaston Bazile, musicienne, fut cheffe de chœur au temple de Vauvert.
Il fait ses classes au lycée de garçons de Nîmes, cependant qu'il reçoit une instruction religieuse au Grand Temple. Il renonce à la confession protestante à l'âge de 20 ans, mais continue cependant de revendiquer une influence calviniste.
Ayant entrepris des études de sociologie à l'université de Montpellier, il soutient, le 21 juin 1965, une thèse de 3e cycle,,, avant d'être recruté à l'Institut national pour la formation des adultes. Il mène des recherches sur les formations professionnelles et donne des interventions-conseils auprès d'entreprises publiques autant que privées.
En 1968, après un service militaire comme coopérant à Annaba (Algérie), il revient en métropole pour entamer une carrière universitaires en sciences de l'éducation : recruté en 1971 comme maître de conférences à l'université de Grenoble, il présente une thèse d'État le 22 mars 1985,, puis est élu en 1991 professeur à Montpellier-III. De 1976 à 1983, il est membre du comité de rédaction de la revue Autogestion.
En 1980, il fait paraître L'Infusé radical, premier d'une longue série de recueils poétiques. Assouvissant son intérêt pour le livre et la typographie, il est en parallèle le créateur (en 1984) des éditions de L'Impliqué, dont il devient aussi le directeur. Il lance, de concert avec Jacques Wajnsztejn, la revue Temps critiques. En 1989, il fonde la collection du même nom aux éditions L'Harmattan.
Il prend sa retraite professionnelle en 2009 et accède à l'éméritat. Il poursuit cependant son engagement dans la vie poétique, figurant notamment au bureau de la maison de la poésie Jean-Joubert », et continue ses activités d'édition et de réflexions critiques.

### Vie personnelle
Il épouse en premières noces Claire Saint-Martin, fille du pasteur Jean Saint-Martin ; ils ont deux filles : Anne, et Muriel (sociologue et danseuse). Divorcé, il se remarie avec Nicole Versini, qui lui donne une troisième fille, Blanche.

## Œuvre
Il consacre sa thèse de 1965 aux « jeunes ruraux » en Languedoc,, puis se spécialise dans les rapports entre travail et formation, qui l'amènent notamment à étudier la formation continue et à proposer, dès 1972, une critique des systèmes de formation. Il analyse ainsi la « stagification », conceptualisée en 1975 puis faisant l'objet de sa thèse d'État en 1985, comme un processus de normalisation sociale des salariés, réduits à mettre en avant le capital humain qu'ils représentent,. Le terme connaît une certaine fortune dans la littérature sociologique,, cependant que la pratique des stages s'installe dans la formation professionnelle continue, mais soulève des controverses chez les acteurs de ce même système de formation. Un colloque fait le point sur les implications de cette théorie de la stagification à Montpellier en 2012.
Dans le cadre de ses activités d'éditeur et de revuiste, il s'intéresse avec Jacques Wajnsztejn au contexte historico-politique des mouvements politiques consécutifs à Mai 68 en France et au Mai rampant en Italie. Il s'implique lui-même dans ces mouvements, s'inscrivant dans la théorie critique et commentant en particulier Henri Lefebvre, Jacques Camatte et Fredy Perlman. C'est d'ailleurs dans cette veine critique qu'il explore les concepts historiques du marxisme et de l'anarchisme (valeur-travail, classes sociales, révolution prolétarienne, etc.). Il propose encore que l'échec de l'autogestion a engendré un hyperindividualisme « l'egogestion ». En 2001, dans le cadre de ses recherches politiques et anthropologiques sur l'État, Jacques Guigou avance la notion de "l'institution résorbée" pour interpréter l'affaiblissement des institutions de l'État-nation et leurs mises en réseaux dans une gestion des intermédiaires.
Il est aussi l'auteur de Sur la page de gauche, récit autobiographique inédit qu'il dépose auprès de l'Association pour l'autobiographie en 2014, avant de le publier.

### Poésie
Il dit écrire ce qu'il « espère être » de la poésie, fruit de sa contemplation du monde. Il s'inspire notamment des rivages du Grau-du-Roi,. Commentant Vents indivisant, Gaston Marty remarque quelques images-clé, comme le corps, central, ou la lumière, omniprésente ; aussi Jean-Pierre Védrines souligne-t-il, par ailleurs, l'« authentique dépouillement de [son]écriture ».
En 2019, un de ses recueils, Avènement d'un rivage, est pour la première fois traduit en provençal,. Dans les années 2020, ses nouveaux recueils sont traduits en chinois et en anglais.
En 2020, il rassemble en un seul volume de quelque 700 pages sa Poésie complète.

### Politique
- Critique des systèmes de formation : analyse institutionnelle de diverses pratiques d'éducation des adultes, Paris, Anthropos, 1972 (BNF 35189666).
- Les Analyseurs de la formation permanente, Anthropos, 1979  (ISBN 2-7157-0317-1).
- L'Institution de l'analyse dans les rencontres, Anthropos, 1981  (ISBN 2-7157-1045-3).
- La Cité des ego, Grenoble, L'Impliqué, 1987  (ISBN 2-906623-008).
- Critique des systèmes de formation des adultes (1968-1992), L'Harmattan, 1992  (ISBN 2-7384-1575-X).
- Dir. avec Jacques Wajnsztejn, L'Individu et la communauté humaine, Paris, L'Harmattan, 1998  (ISBN 2-7384-6771-7).
- Dir. avec Jacques Wajnsztejn, La Valeur sans le travail, Paris, L'Harmattan, 1999  (ISBN 2-7384-7812-3)
- L'institution résorbée, L'Impliqué, 2001  (ISBN 2-906623-09-1).
- Dir. avec Jacques Wajnsztejn, Violences et Globalisation, L'Harmattan, 2003  (ISBN 2-7475-5744-8).
- Avec Jacques Wajnsztejn, L'Évanescence de la valeur : une présentation critique du groupe Krisis, L'Harmattan, 2004  (ISBN 2-7475-7046-0).
- Avec Jacques Wajnsztejn, Crise financière et capital fictif, L'Harmattan, 2008  (ISBN 978-2-296-07720-1).
- Avec Jacques Wajnsztejn, Mai 1968 et le mai rampant italien, L'Harmattan, 2008  (ISBN 978-2-296-05530-8).
- Des émancipés anthropologiques, L'Impliqué, 2011 (ISBN 978-2-906623-18-7).
- Dir. avec Jacques Wajnsztejn, La société capitalisée, L'Harmattan, 2014  (ISBN 978-2-343-03535-2).
- Une autonomisation du sexe : le genre, L'Impliqué, 2014  (ISBN 978-2-906623-22-4).
- L'Envie de révolution française des Gilets jaunes, Montpellier, L'Impliqué, 2019  (ISBN 978-2-906623-33-0).
- Poétiques révolutionnaires et poésie, L'Harmattan, 2019  (ISBN 978-2-343-17262-0).
- L'État sous ses deux formes nation et réseau, L'Impliqué, 2021  (ISBN 978-2-906623-40-8).
- Contribution à l'histoire de la formation des formateurs, L'Impliqué, 2021  (ISBN 978-2-906623-41-5).
- L'aliénation effacée, l'émancipation exaltée, L'impliqué, 2022  (ISBN 978-2-906623-47-7).
- Note sur imagination, imaginaire, imageries, L'impliqué, 2022  (ISBN 978-2-906623-50-7).
- Politique, poésie. Correspondance, L'Harmattan, 2024  (ISBN 978-2-336-44534-2).
- Notes sur l'art contemporain et le mouvement du capital, L'impliqué, 2024  (ISBN 978-2-906623-57-6).
- Introuvable Kathêkon. Réflexions à partir du dernier Tronti, L'impliqué, 2025  (ISBN 978-2-906623-65-1).

#### Poésie
- L'Infusé radical, Paris, Saint-Germain-des-Prés, 1980  (ISBN 2-243-01316-9).
- Contre toute attente le moment combat, Dominique Bedou, 1983  (ISBN 2-9030-9616-3).
- Ce monde au nid, Gourdon, Dominique Bedou, 1986 (BNF 34867626).
- Temps titré, Dominique Bedou, 1988  (ISBN 2-903096-65-1).
- Blanches, L'Impliqué, 1993  (ISBN 2-906623-05-9).
- Une aube sous les doigts, L'Harmattan, 1994  (ISBN 2-7384-2568-2).
- Elle entre, L'Harmattan, 1995  (ISBN 2-7384-3666-8).
- Son chant, L'Harmattan, 1997  (ISBN 2-7384-5125-X).
- Sables intouchables, L'Harmattan, 1999  (ISBN 2-73847561-2).
- Ici primordial, L'Harmattan, 2001  (ISBN 2-7475-1468-4).
- Vents indivisant, L'Harmattan, 2004  (ISBN 2-7475-6971-3).
- Prononcer, Garder, L'Harmattan, 2007 (ISBN 978-2-296-04244-5).
- Par les fonds soulevés, L'Harmattan, 2010  (ISBN 978-2-296-11272-8).
- Strophes aux Aresquiers, L'Impliqué, 2010  (ISBN 2-906623-16-4). Édition bilingue, traduction en occitan par Jean-Marie Petit.
- La mer, presque, L'Harmattan, 2011  (ISBN 978-2-296-55417-7).
- Augure du grau, L'Harmattan, 2012  (ISBN 978-2-296-99340-2).
- Exhaussé de l'instant, L'Harmattan, 2013  (ISBN 978-2-343-01249-0).
- D'emblée, L'Harmattan, 2015  (ISBN 978-2-343-06563-2).
- Avènement d'un rivage, L'Harmattan, 2018  (ISBN 978-2-343-14107-7).
- Le Chant du phare, L'Impliqué, 2019  (ISBN 978-2-906623-34-7).
- Fragiles (ill. Raphaël Ségura), L'Impliqué, 2019  (ISBN 978-2-906623-37-8).
- Avenimen d'un ribage, L'Harmattan, 2019  (ISBN 978-2-343-18531-6). Édition Bilingue. Traduction en provençal  par Jean-Claude Forêt.
- Poésie complète (1980-2020), L'Impliqué, 2020  (ISBN 978-2-906623-38-5).
- Sans mal littoral, L'Harmattan, 2022  (ISBN 978-2-14-029706-9).
- L'instant dénoue ce que la durée avait lié. 瞬间拆散 那时间以前连结的. L'impliqué, 2023  (ISBN 978-2-906623-55-2). Édition bilingue. Traduction en chinois par Cheng Shu Cai.
- Petite Camargue, Encres Vives, 2024  (ISBN 978-2-85550-018-8).
- Partager le chant du monde avec d'autres humains, L'impliqué, 2024  (ISBN 978-2-906623-58-3).
- Monostiches, L'impliqué, 2025  (ISBN 978-2-906623-59-0).
- Shores Embrace, L'Harmattan, 2025  (ISBN 978-2-336-52072-8). Édition bilingue. Traduction en anglais par Vasiliki Tzoumpa.
- Là, inaltérant, L'Harmattan, 2025  (ISBN 978-2-336-52635-5).

##### Autres écrits
- Sur la page de gauche, L'Impliqué, 2014  (ISBN 978-2-906623-23-1).
- Sur la page de gauche vol. I & II, L'impliqué, 2021  (ISBN 978-2-906623-42-2).
- Moment rivage, L'impliqué, 2023  (ISBN 978-2-906623-51-4).
- Incantations vauverdoises, L'impliqué, 2023   (ISBN 978-2-906623-53-8).
- Viatiques, L'impliqué, 2024  (ISBN 978-2-906623-60-6).
- Apostilles à quelques post-scriptum de Julien Blaine sur la performance, L'impliqué, 2024  (ISBN 978-2-906623-56-9).